# قانقاریای فورنیه
قانقاریای فورنیه (Fournier gangrene) نوعی بیماری گوشتخوار است که معمولاً دستگاه تناسلی یا لگن را درگیر می‌کند. این بیماری معمولاً در مردان مسن شایع‌تر است، اما می‌تواند در زنان و کودکان نیز رخ دهد. بیماران دیابتی، الکلی‌ها، یا کسانی که ضعف سیستم ایمنی دارند بیشتر در معرض خطر این بیماری هستند.

## علائم و نشانه‌ها
علائم اولیه از قانقاریای فورنیه شامل تورم یا درد ناگهانی در بیضه، تب، رنگ‌پریدگی و ضعف عمومی می‌باشد. علامت مهم دیگر بوی ناپاک و تخلیه چرکی از بافت‌های آلوده است. همچنین کریپتاسیون نیز گزارش شده است. بیماری به صورت یک عفونت زیر پوستی شروع می‌شود، اما تکه‌های بافت‌مرده به زودی روی پوست ظاهر می‌شوند.

## عامل
عامل قانقاریای فورنیه می‌توانند هم باکتری‌های هوازی و بی هوازی باکتری باشند.
دو جرم شایع درگیر کننده، استرپتوکوک گروه آ و کلستریدیوم پرفرنژنس است.

## تشخیص
قانقاریای فورنیه معمولاً بالینی تشخیص داده می‌شود، اما تست‌های آزمایشگاهی و مطالعات تصویربرداری نیز به منظور تأیید تشخیص و تعیین شدت و پیش‌بینی نتایج استفاده می‌شوند. X-ray و سونوگرافی ممکن است حضور گاز در زیر سطح پوست را نشان دهد. CT اسکن می‌تواند در تعیین محل منبع عفونت و میزان انتشار آن مفید باشد.

## درمان
قانقاریای فورنیه یک اوژانس اورولوژی محسوب می‌شود و درمان آن نیازمند به آنتی‌بیوتیک‌های داخل وریدی و دبریدمان بافت‌های مرده (نکروزه) می‌باشد. علاوه بر عمل جراحی و آنتی‌بیوتیک‌ها درمان با اکسیژن پرفشار ممکن است مفید باشد و در مهار رشد و کشتن باکتری‌های بی هوازی مؤثر واقع شود.